# 瓦季姆·梅尼科夫
瓦季姆·梅尼科夫（1987年2月12日—），乌兹别克斯坦男子皮划艇运动员，2014年亚洲运动会男子单人划艇1000米金牌得主、2018年亚洲运动会男子单人划艇1000米金牌得主。